# Carlos Meyer Pellegrini
Carlos Ernesto Meyer Pellegrini (Hamburgo, 12 de noviembre de 1874 - Buenos Aires, 5 de junio de 1944) fue un abogado y político argentino de origen alemán, que ejerció como ministro de Obras Públicas de su país y ocupó el cargo de gobernador de facto de la Provincia de Buenos Aires al amparo de la dictadura que dio inicio a la llamada Década Infame.

## Biografía
Nació en Hamburgo, hijo de un comerciante alemán; su madre era la argentina Delfina Pellegrini, hermana del después presidente Carlos Pellegrini. A corta edad, la familia se trasladó a Buenos Aires. Cursó sus estudios secundarios en Hamburgo y se doctoró en jurisprudencia en la Universidad de Buenos Aires, con una tesis sobre  Ministerio parlamentario. Posteriormente extendió sus estudios en la Universidad de Berlín.
Ejerció como abogado de empresas inglesas y de bancos privados, también de capital inglés, logrando reunir una importante fortuna personal. Sus vinculaciones con su tío, el expresidente Pellegrini, lo llevaron gradualmente a la política. En 1902 fue elegido diputado nacional por la Capital Federal, destacando como partidario de la política de oposición al liderazgo del expresidente Julio Argentino Roca. Volvió a ser elegido diputado nacional en 1908, período en el cual apoyó las reformas internas promovidas por el presidente José Figueroa Alcorta y la reforma política impulsada por su sucesor, Roque Sáenz Peña.
A principios de 1913, el presidente Sáenz Peña lo nombró ministro de Obras Públicas de la Nación. Continuó con los planes de expansión de los territorios nacionales en el Chaco y la Patagonia, e incluso realizó un largo viaje de inspección por todo el Norte del país. No obstante, no llevó adelante una política definida.
Cuando Sáenz Peña se vio obligado a delegar su gobierno en el vice Victorino de la Plaza, este reorganizó todo su gabinete de ministros, con la única excepción de Meyer Pellegrini, a quien ofreció continuar en su ministerio, pero este renunció al cargo.
Pasó los años siguientes como abogado de bancos y ferrocarriles extranjeros, y publicó algunos artículos en la prensa, atacando la política del presidente Hipólito Yrigoyen.
Cuando estalló el golpe de Estado del 6 de septiembre de 1930, se apresuró a festejar la interrupción del régimen constitucional y de la "demagogia". El día 9 fue nombrado Interventor federal de la provincia de Buenos Aires por el dictador José Félix Uriburu, y se hizo cargo del mando dos días más tarde en la ciudad de La Plata. Los grupos conservadores aplaudieron su acceso al poder con una gran manifestación.
Sus ministros fueron Clodomiro Zavalía, de Gobierno, Antonio Robirosa, de Hacienda, y Eduardo Arana, de Obras Públicas. Sus primeras medidas fueron coherentes con su acceso al poder: disolvió todas las municipalidades y reemplazó sus intendentes por funcionarios nombrados por la dictadura; incluso disolvió todos los consejos escolares.
Presentó la renuncia a su cargo en los últimos días del año, siendo reemplazado por su ministro Zavalía. Este renunció a su vez a los pocos días, por lo que Meyer Pellegrini reasumió el cargo de "interventor federal". Presidió las elecciones de abril, en que el régimen creyó poder derrotar fácilmente al radicalismo, pero éstos obtuvieron la victoria; tras unos días de vacilaciones, Uriburu anuló las elecciones y prohibió a los radicales toda participación en política. La crisis resultante llevó a Meyer Pellegrini a renunciar.
Alejado de toda función pública, Meyer Pellegrini siguió vinculado a los gobiernos de la Década Infame, y tuvo alguna participación en la creación del Banco Central de la República Argentina.
Murió en Buenos Aires en 1944. Sus restos fueron depositados en el Cementerio de la Recoleta.